# شن تشن
شن تشن (بالصينية: 沈晨) هي مبارزة بالسيف صينية، ولدت في 28 يوليو 1990.

## وصلات خارجية
- شن تشن على موقع الاتحاد الدولي للمبارزة (الإنجليزية)
- شن تشن على موقع أوليمبيديا (الإنجليزية)
- شن تشن على موقع اللجنة الأولمبية الصينية (الإنجليزية)